# Kohlbachtal (Naturschutzgebiet, Colditz)
Das Naturschutzgebiet Kohlbachtal liegt im Landkreis Leipzig in Sachsen. Es erstreckt sich westlich der Kernstadt Colditz entlang des Kohlbaches, eines Zuflusses der östlich fließenden Zwickauer Mulde. Am nördlichen Rand des Gebietes verläuft die B 176, östlich verläuft die B 107 und südöstlich die S 44.

## Bedeutung
Das 244 ha große Gebiet mit der NSG-Nr. L 53 wurde im Jahr 1991 unter Naturschutz gestellt.